# Nexus 4
De Nexus 4 (codenaam: Mako) is de vierde smartphone van de Amerikaanse zoekgigant Google in samenwerking met de Zuid-Koreaanse fabrikant LG. Het is het eerste Nexus-toestel van de fabrikant LG. Het toestel is voor het eerst aangekondigd op 29 oktober 2012 in een blogpost van Google. Aanvankelijk zou het toestel aangekondigd worden op het Android-event van Google maar dit werd afgelast vanwege de dreiging van orkaan Sandy.
Het toestel moest het vlaggenschip van Google worden en werd tegelijk uitgebracht met de Nexus 10, een tablet met een schermdiagonaal van 10,1 inch.
Nadat het toestel voor het eerst online te bestellen was, was hij binnen enkele uren uitverkocht. De Nexus 4 was tot april 2013 niet officieel in Nederland en België verkrijgbaar. Maar een webwinkel had het toestel naar Nederland gehaald, waardoor behalve losse verkoop ook combinaties met abonnementen mogelijk waren geworden. Sinds april 2013 is de Nexus 4 officieel in Nederland en België verkrijgbaar.

## Software
De Nexus 4 is uitgerust met Googles eigen besturingssysteem, Android 5.0 "Lollipop". LG heeft getracht een zo zuiver mogelijke Android-ervaring te bieden, door de standaard interface van Android te gebruiken (net zoals alle andere Nexus-apparaten). Dit in tegenstelling tot HTC (Sense) en Samsung (TouchWiz).

## Hardware
De Nexus 4 heeft een HD IPS+-aanraakscherm van 4,7 inch met een resolutie van 1280 bij 768 pixels. Ook is het mogelijk om de smartphone draadloos op te laden, door de telefoon op een oplaadmatje neer te leggen. Verder is er een 8MP-cameralens aan de achterkant aanwezig, en een 1,3MP-camera aan de voorkant. Qua specificaties lijkt de Nexus 4 erg veel op de LG Optimus G.
De features van de Nexus 4 waren al lang bekend al voor de officiële aankondiging door Google. Zelden was er een telefoon waar op voorhand al zoveel informatie over gelekt is als de LG Nexus 4.